# Dokters van de Wereld

Landen waar Dokters van de Wereld actief waren in 2014

Dokters van de Wereld (Frans Médecins du Monde, afkorting MdM) is een onafhankelijke medische niet-gouvernementele organisatie (NGO), met een internationaal netwerk, in België en Nederland bekend als “Dokters van de Wereld”. De organisatie wil zich inzetten voor het universele recht op gezondheid, en vooral dan voor kwetsbare groepen die bij de reguliere zorg vaak uit de boot vallen. Het kan dan gaan om mensen zonder papieren, daklozen, druggebruikers, sekswerkers, kinderen en vrouwen in kwetsbare situaties, vluchtelingen, en slachtoffers van humanitaire crisissen en gewapende conflicten.
Dokters van de Wereld aarzelt in haar werking niet om ook maatschappelijke en politieke standpunten in te nemen, of in te grijpen zonder goedkeuring van de overheid.

## Geschiedenis
Dokters van de Wereld werd in maart 1980 in Frankrijk opgericht door een groep rond de Franse arts-politicus Bernard Kouchner, die eerder betrokken was bij de stichting van Médecins sans frontières (Artsen zonder Grenzen). Naar aanleiding van een meningsverschil over de mediatisering van een actie rond Vietnamese bootvluchtelingen verlieten Kouchner en enkele medestanders echter Artsen zonder Grenzen voor de nieuwe organisatie.
In de jaren nadien volgden reguliere en clandestiene operaties, onder meer tijdens de Afghaanse Oorlog (1979-1989), de burgeroorlog in El Salvador (1979), bij moordaanslagen tegen Amazonevolkeren (1980-85), in de Zuid-Afrikaanse townships (1980-85), bij de heropbouw in Cambodja na Pol Pot (1989), de belegering van Sarajevo (1992). Nadien vonden nog interventies plaats bij conflicten in Rwanda, Kosovo, Tsjetsjenië en Oost-Congo.
Vanaf 1986 werden ook campagnes opgestart in Frankrijk en andere rijke landen.

## In België
De Belgische afdeling, opgericht in 1997, startte met projecten in samenwerking met Samusocial Brussel en het Baron Lambertziekenhuis. Daarnaast werd een project voor kwetsbare vrouwen ingericht. De Belgische tak werkt ook samen met het Consortium 12-12 voor noodhulp.
De Belgische tak ontvangt in 2025 een eredoctoraat van de KU Leuven en de UCLouvain.

## In Nederland
De Nederlandse tak van de organisatie werd opgericht in 1997. Nederlandse artsen hielpen nadien onder meer in de Kosovo-oorlog, bij de tsunami in Indonesië (2018) en in Haïti. In Nederland zelf wordt hulp geboden aan mensen zonder verblijfspapieren, aan Roma en Sinti. Sinds 2018 geeft Dokters van de Wereld in de verloskundigenpraktijk en de Zorgbus (een mobiele artsenpost die naar bed-, bad-, broodvoorzieningen Walborg en Schuitenhuisstraat, het Wereldhuis en We Are Here-groepen rijdt) ook seksuele voorlichting aan ongedocumenteerde vrouwen.

## Internationale werking

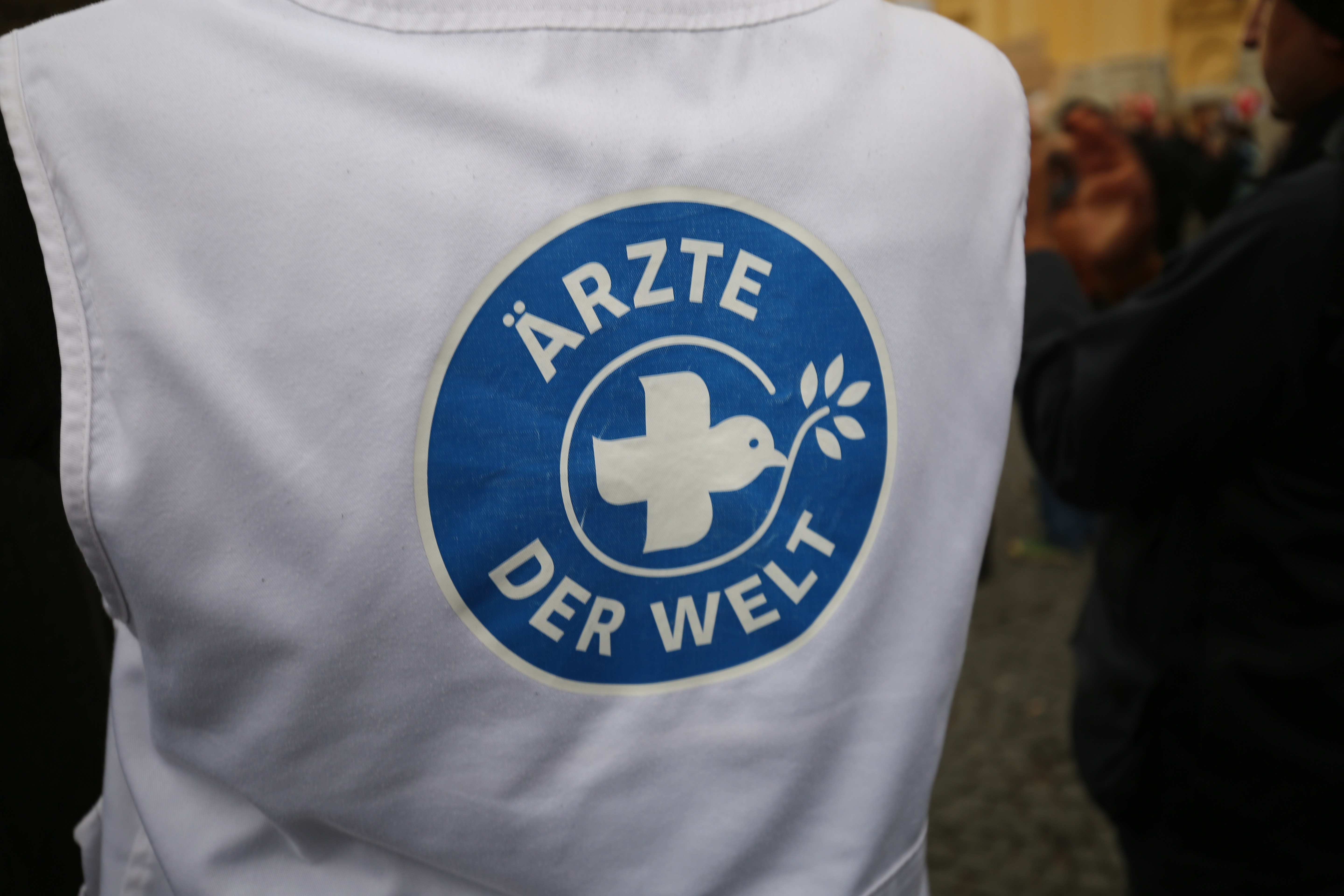
T-shirt van de Duitse afdeling van Dokters van de Wereld

Het netwerk van Médecins du Monde ondersteunt honderden projecten in tientallen landen overal ter wereld.